# Elio Di Rupo
Elio Di Rupo (Morlanwelz, 18 luglio 1951) è un politico belga di origine italiana, primo ministro del Belgio dal 6 dicembre 2011 all'11 ottobre 2014. È stato presidente del Partito socialista belga dal 1999 al 2019.
Di Rupo è il primo francofono a ricoprire la carica da Paul Vanden Boeynants nel 1979, e il primo primo ministro socialista del paese da quando Edmond Leburton lasciò l'incarico nel 1974. È stato il primo primo ministro del Belgio di origine non belga, e il secondo capo del governo apertamente omosessuale del mondo nei tempi moderni.
È entrato nel governo federale nel 1994, come vice primo ministro e ministro delle Imprese pubbliche, poi dell'economia dal 1995. Nel 1999 ha assunto la presidenza del Partito Socialista, diventando ministro presidente della Vallonia, funzione alla quale ha rinunciato l'anno successivo, pochi mesi prima di essere eletto sindaco di Mons. Nel 2005, si è trovato a capo del governo vallone, due anni dopo essere stato un "informatore" in seguito alle elezioni legislative federali.
Dopo la storica sconfitta del PS nelle elezioni federali del 2007, abbandona la guida della Regione Vallonia e si concentra sulla presidenza del partito, che riesce a diventare il primo partito di lingua francese nelle elezioni regionali del 2009. Dopo le elezioni federali anticipate nel 2010 e in un contesto di crisi politica, è stato nominato preformateur, poi formateur nel 2011. Il 5 dicembre 2011, ha consegnato al re la composizione del governo, e lo ha nominato Primo ministro. Ha prestato giuramento martedì 6 dicembre, davanti al re, e ha ottenuto la fiducia della Camera sabato 10 dicembre. L'11 ottobre 2014, ha trasferito la carica di Primo Ministro al liberale Charles Michel.
Di Rupo è stato anche il primo capo di governo apertamente omosessuale nell'Unione europea. È membro della Massoneria.

## Biografia

### Gioventù e istruzione
Di Rupo è figlio di emigrati italiani giunti in Belgio dall'Abruzzo, nel 1947, nel quadro di un accordo con l'Italia per portare 50 000 lavoratori italiani in Belgio. I genitori provenivano dalla cittadina di San Valentino in Abruzzo Citeriore (Pescara). Il padre morì in un incidente stradale nel luglio del 1952, quando Elio aveva esattamente un anno.
Di Rupo si laureò in chimica, e successivamente conseguì un dottorato presso l'Università di Mons, per poi specializzarsi a Leeds fra il 1977 e il 1978. Durante gli studi cominciò a interessarsi alla politica, militando nel Partito Socialista, che corrispondeva ai suoi ideali di giustizia sociale e di libertà individuale.

### Carriera politica
Iniziò la carriera politica nel 1982 venendo eletto deputato alla Camera dei rappresentanti belga, un seggio che, in seguito, ha sempre conservato. Nel 1989 viene eletto parlamentare europeo. Nel 1995 diviene ministro dell'Economia e delle Comunicazioni, restandolo fino al 1999.
Dal 1999 al 2000 è presidente della Vallonia. Nel 1999 Di Rupo è stato eletto presidente del Partito Socialista e ha occupato ad interim, dal 15 luglio 1999 al 4 aprile 2000, la carica di presidente della regione Vallonia. Nel 2000 è stato eletto sindaco di Mons e dal 6 ottobre 2005 al 20 luglio 2007 è stato ancora presidente della Vallonia. L'11 luglio del 2007 Di Rupo è stato confermato presidente del PS con l'89,5% dei consensi, rimanendo in carica fino al 2011.

### Primo ministro del Belgio

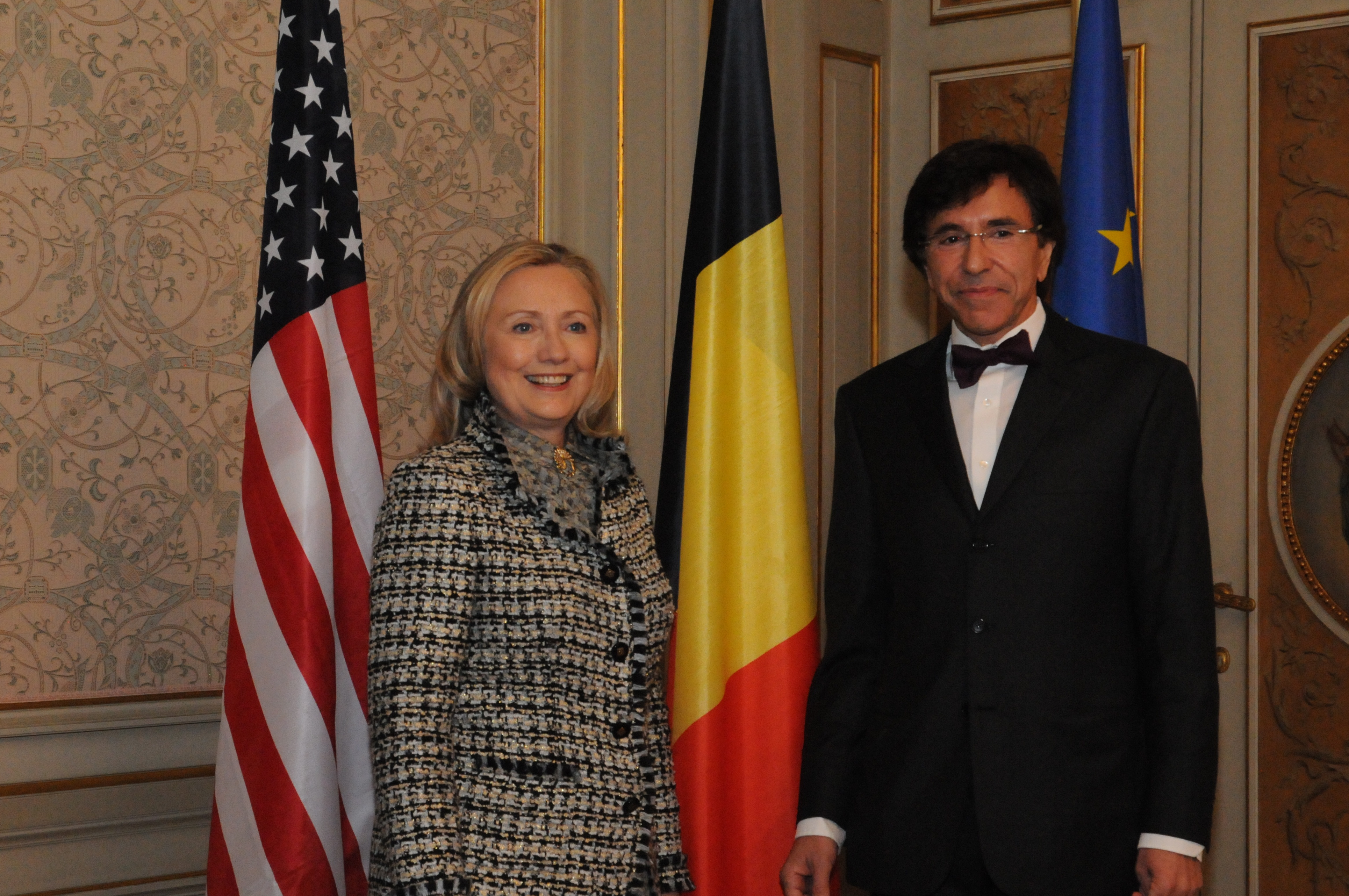
Elio Di Rupo incontra il Segretario di Stato americano Hillary Clinton nel 2012

L'8 luglio 2010 riceve dal re un incarico esplorativo per formare un governo, ma dopo lunghe trattative vi rinuncia. Il 16 maggio 2011 è di nuovo chiamato a trattative con i partiti belgi per il governo, e a ottobre 2011 riesce a trovare un accordo con alcuni partiti sulla struttura federale e sull'addio al nucleare.
Il 21 novembre 2011, ha rassegnato le sue dimissioni dovute all'impossibilità di trovare un accordo sul bilancio 2012, per poi ritirarle cinque giorni dopo. Dopo ulteriori negoziati, ha prestato giuramento come Primo Ministro del Belgio il 6 dicembre 2011, mettendo fine a un lungo periodo in cui il Belgio è rimasto senza governo, dopo 541 giorni.
Di Rupo è il primo francofono (pur di origine italiana) a ricoprire la carica di Primo Ministro dopo oltre trent'anni: l'ultimo era stato Paul Vanden Boeynants nel 1979. È il primo socialista a tornare alla guida del Governo dopo che Edmond Leburton l'aveva lasciata nel 1974. Il suo governo si impegna a trasferire nelle regioni determinate funzioni di sicurezza sociale (assegni familiari, assistenza sanitaria, ecc.), che saranno accentuate successivamente dal governo di destra di Charles Michel. Il 26 maggio 2014 annuncia le proprie dimissioni in seguito ai risultati delle elezioni legislative ed europee, lasciando effettivamente l'incarico l'11 ottobre al liberale Charles Michel. Nel luglio di quell'anno torna presidente del partito socialista belga.

### Vita privata
Di Rupo parla correntemente italiano, francese e inglese. Dopo essere diventato primo ministro, il suo fiammingo è migliorato in una certa misura ed era considerato da alcuni sostenitori "fluente" in questa lingua. Nel 1996, intervistato a proposito dei delitti commessi da Marc Dutroux, Di Rupo ha rivelato la propria omosessualità e, quando gli è stato chiesto da un giornalista aggressivo se fosse omosessuale, ha risposto: "Sì. E allora?" È diventato così uno dei primi uomini politici belgi a fare coming out.

## Consiglio di amministrazione
Tra il 2004 e il 2005, Elio Di Rupo era nel consiglio di amministrazione di quella che allora era la banca Dexia, attualmente Belfius.

## Critica
La sua iniziale mancanza di abilità nella lingua fiamminga è sempre stata oggetto di critica in passato. Quando diventò Primo Ministro di un paese con circa il 60% della popolazione di lingua fiamminga, Di Rupo promise di seguire corsi di lingua. Il suo insegnante olandese Bart Brusseleers commentò i progressi di Di Rupo dicendo che non aveva mai avuto uno studente così docile e curioso. Nell'agosto 2012, Brusseleers certificò il suo eminente "bilinguismo" da studente. Tuttavia, tale valutazione è stata a volte messa in discussione da alcuni osservatori sul lato fiammingo.
Nel marzo 2012 Di Rupo fu criticato dal sindacato di polizia FGÖD (VSOA-Politie / SLFP), per aver richiesto per 25 volte nei primi due mesi di servizio l'utilizzo di una scorta di polizia, laddove il suo predecessore Yves Leterme in dieci anni di servizio l'aveva avuta solo dieci volte, il suo predecessore Guy Verhofstadt in otto anni ne aveva fatto ricorso una sola volta e il predecessore Jean-Luc Dehaene era riluttante alla scorta.

## Onorificenze

### Onorificenze belghe
- Ministro di Stato, decreto reale